# Scupi
Scupi  je ime arheološkog nalazišta u podnožju Zajčevog Rida (Zečjeg brda) kod sela 
Zlokućani, lijevo od uvira rijeke Lepenac u rijeku Vardar, 5 kilometara od centra Skoplja, u Republici Makedoniji. 
To je bila rimska kolonija osnovana za vrijeme cara Domicijana (81. – 96. n.e.) napuštena je 518. n.e. nakon što je potres potpuno uništio grad.

## Povijest kolonije
Scupi je osnovan kao kolonija legionara, veterana iz IV Legije Claudia, za vrijeme cara 
Domicijana (81. – 96. n.e.). Po nekim pretpostavkama to je možda bio kamp dviju legija, IV Scythice i  V Macedonice još iz 168. pr. Kr. kada su Rimljani ovladali Makedonijom, a služio je kao baza za osvajanje Mezije.
Lokalitet je poznat s kraja XIX st., engleski arheolog Arthur Evans je 1883. boravio u Skoplju i registrirao rimske zidine na Zajčevom ridu, koje je protumačio kao ostatke akropole Skupia.

## Vanjske poveznice
- Inscriptions de la Mésie supérieure, stranice filozofskog fakulteta u Beogradu  Arhivirana inačica izvorne stranice od 25. srpnja 2009. (Wayback Machine) (fr.)